# ایندریت فورتوزی
ایندریت فورتوزی (آلبانیایی: Indrit Fortuzi؛ زادهٔ ۲۳ نوامبر ۱۹۷۳) بازیکن سابق و مربی فوتبال اهل آلبانی است.
از باشگاه‌هایی که در آن بازی کرده‌است می‌توان به باشگاه فوتبال دینامو تیرانا، باشگاه فوتبال آپولون اسمیرنیس، باشگاه فوتبال ایراکلیس ۱۹۰۸ و باشگاه فوتبال تیرانا اشاره کرد.